# USS Oriskany (CV-34)
USS Oriskany (CV/CVA-34), med smeknamnet Mighty O, The O-boat och Toasted O, var ett av 24 hangarfartyg av Essex-klass som byggdes för amerikanska flottan under och kort efter andra världskriget. 
Hon tjänstgjorde först mellan 1950 och 1957, samt efter ombyggnad till vinklat flygdäck från 1959 till 1976.

## Namn
Fartyget var det tredje i amerikanska flottan med det namnet, döpt efter slaget vid Oriskany under amerikanska revolutionskriget.

## Bakgrund
Oriskanys historia skiljer sig avsevärt från den av hennes systerfartyg. Hon designades ursprungligen som ett hangarfartyg med "långt skrov" i Essex-klassen (anses av vissa vara en separat klass, Ticonderoga-klass) men hennes konstruktion avbröts 1947. Hon färdigställdes dock till slut och togs i tjänst 1950 efter konvertering till en uppdaterad design vid namn SCB-27 eller "27-Charlie", som blev moderniseringsmallen för 14 andra fartyg i Essex-klassen.
Hon opererade främst i Stilla havet fram tills 1970-talet och mottog två battle stars för tjänstgöring i Koreakriget och fem för tjänstgöring i Vietnamkriget. År 1966 bröt en av de värsta fartygsbränderna sedan andra världskriget ut på Oriskany efter att en lysraket av magnesium antänts. 44 man omkom i den efterföljande branden.
Oriskany öde skiljer sig också avsevärt från hennes systerfartyg. Hon utrangerades 1976, stöks 1989 och såldes för skrotning 1995 men återtogs 1997.
År 2004 beslutades det att sänka henne som ett artificiellt rev i Mexikanska golfen utanför Floridas kust. Efter omfattande miljöutredning och sanering för att avlägsna giftiga ämnen sänktes hon i maj 2006 och ligger nu i ett upprätt läge på ett djup tillgängligt för fritidsdykare. Från 2006 var Oriskany det "största fartyget som någonsin har sänkts för att göra ett rev."

## Bildgalleri

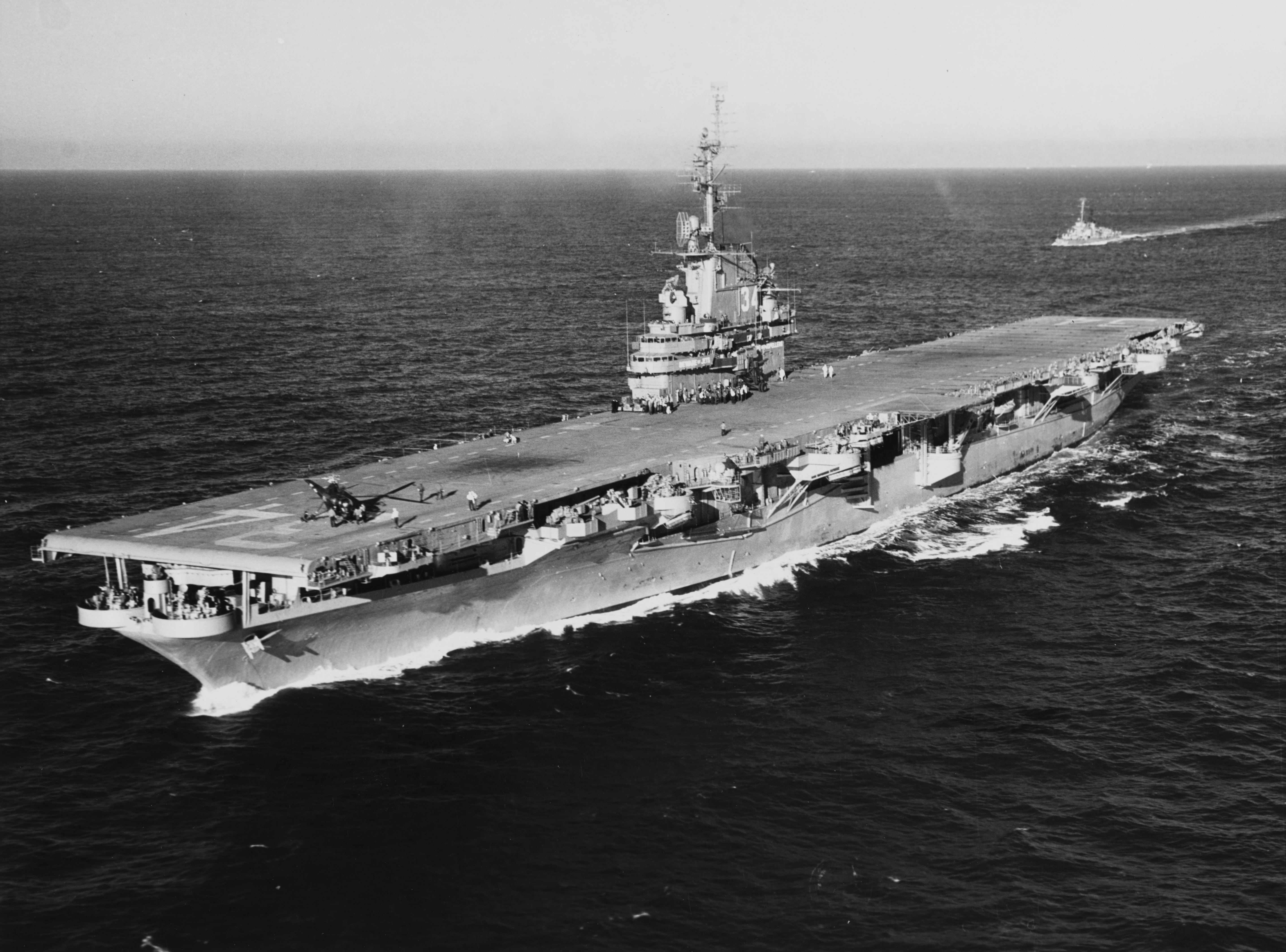
USS Oriskany i ursprungsutförande med rakt flygdäck, 6 december 1950.
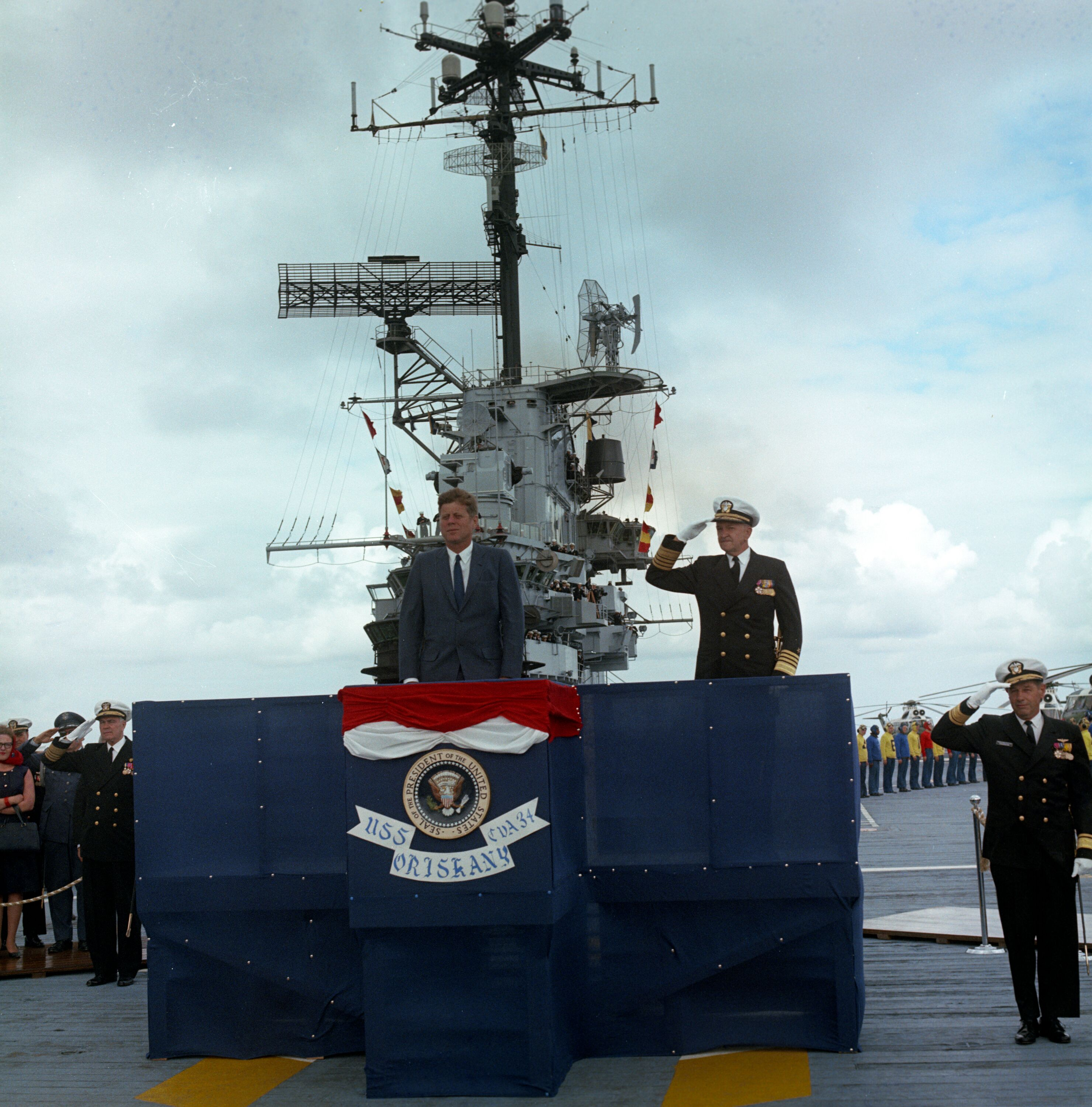
USA:s president John F. Kennedy ombord på USS Oriskany utanför San Diegos kust, 6 juni 1963.
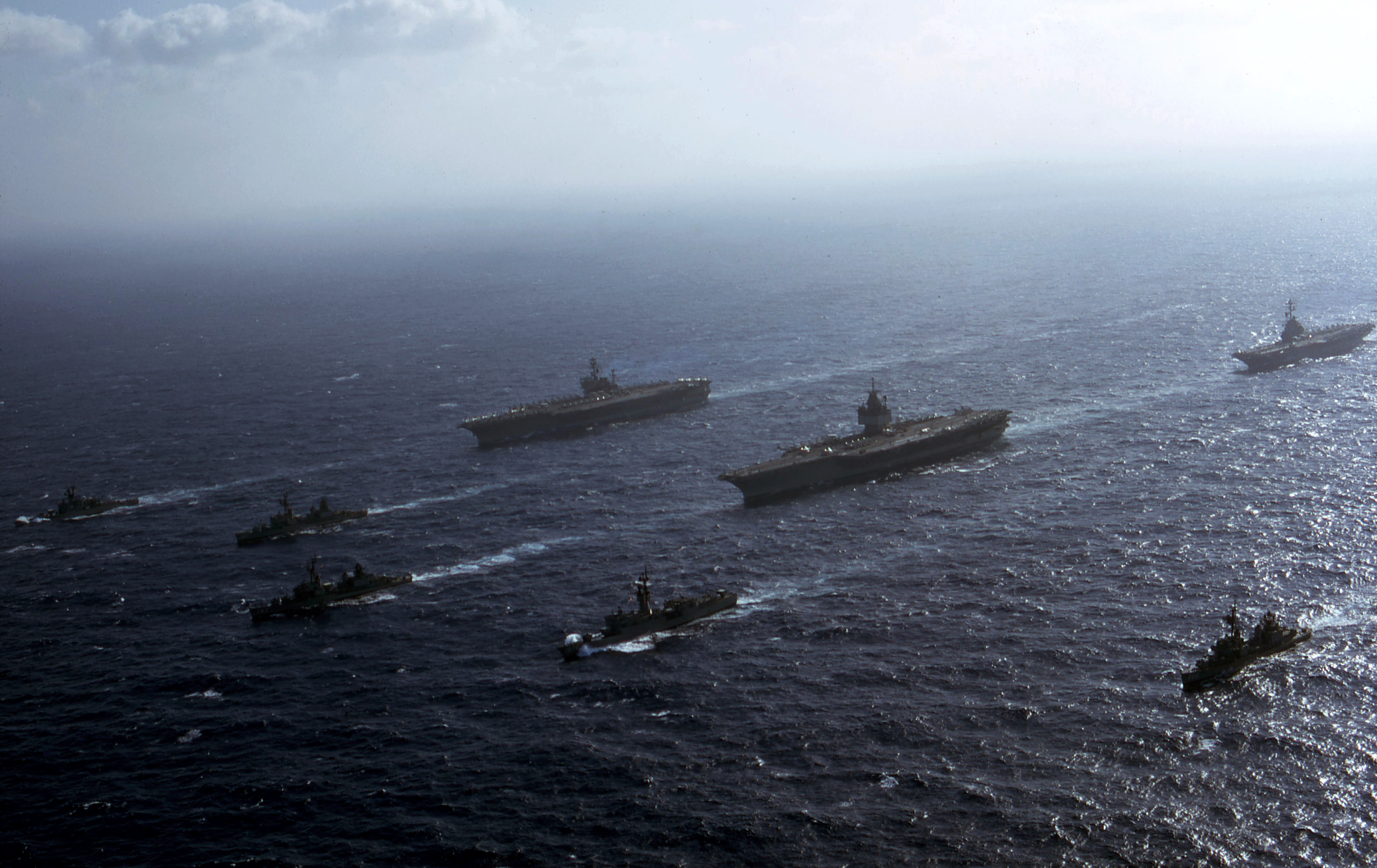
USS Oriskany (längst bak) tillsammans med USS Enterprise och USS America i Sydkinesiska havet, 28 januari 1973.
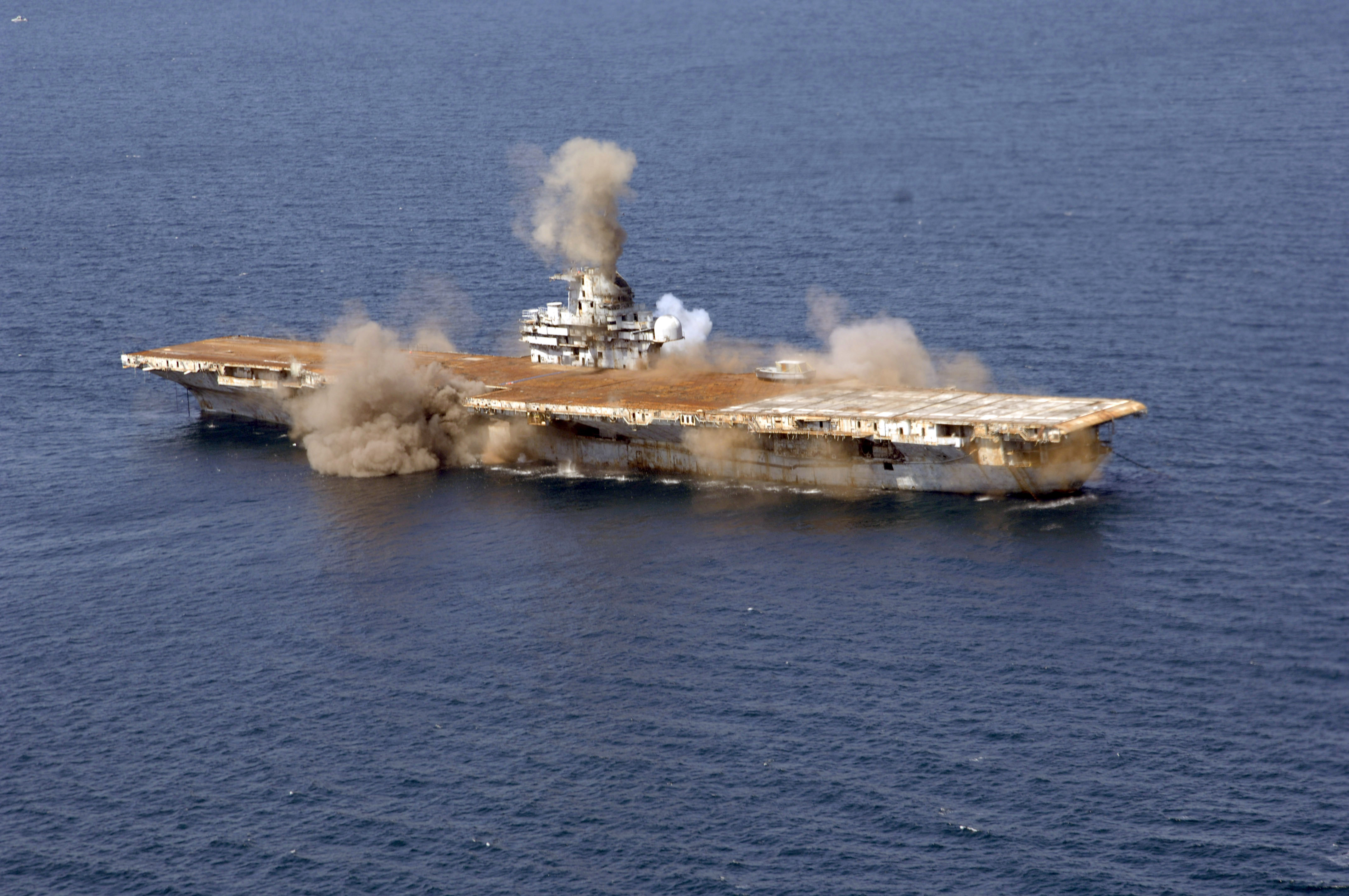
USS Oriskany sänktes i maj 2006 utanför Pensacola för att bli ett artificiellt rev.
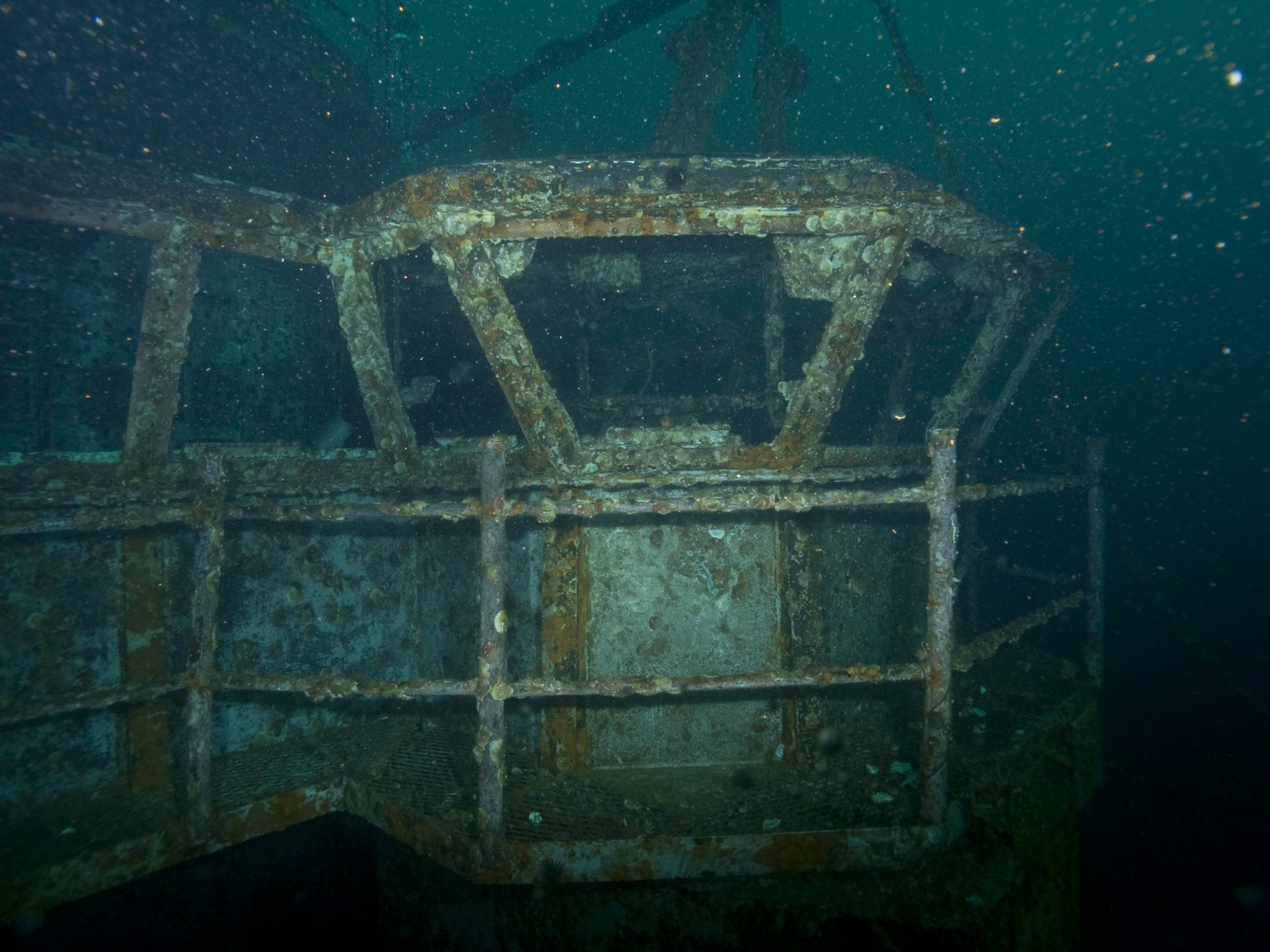
Flygledardelen i överbyggnaden under vatten i juli 2008.